# Liste der deutschen Bundesländer nach Steuereinnahmen
Die Liste der deutschen Bundesländer nach Steuereinnahmen sortiert die Länder der Bundesrepublik Deutschland nach ihren gesamten Steuereinnahmen sowie den Steuereinnahmen pro Kopf. Steuern können in Deutschland von Ländern (Landessteuer), Gemeinden (Gemeindesteuer) und dem Bund (Bundessteuer) erhoben werden. Die ersteren beiden werden in diesem Fall als Steuereinnahmen der Länder gezählt.

## Bundesländer nach Steuereinnahmen (2019)
Länder sind nach der Summe der Einnahmen aus Landessteuern und Gemeindesteuern sortiert. Einnahmen enthalten Regionalisierungsmittel (ÖPNV), Bundesergänzungszuweisungen (BEZ) und den Länderfinanzausgleich.
| Rang | Bundesland             | Landessteuern in Mio. EUR | Gemeindesteuern in Mio. EUR | Gesamteinnahmen in Mio. EUR |
| ---- | ---------------------- | ------------------------- | --------------------------- | --------------------------- |
| 1    | Nordrhein-Westfalen    | 66.538                    | 26.067                      | 92.605                      |
| 2    | Bayern                 | 48.489                    | 20.537                      | 69.026                      |
| 3    | Baden-Württemberg      | 40.785                    | 16.783                      | 57.568                      |
| 4    | Niedersachsen          | 29.723                    | 9.804                       | 39.526                      |
| 5    | Hessen                 | 23.832                    | 10.379                      | 34.211                      |
| 6    | Berlin                 | 19.727                    | 5.001                       | 24.727                      |
| 7    | Sachsen                | 16.728                    | 3.749                       | 20.477                      |
| 8    | Rheinland-Pfalz        | 15.212                    | 4.916                       | 20.128                      |
| 9    | Schleswig-Holstein     | 11.051                    | 3.502                       | 14.553                      |
| 10   | Hamburg                | 8.796                     | 4.505                       | 13.301                      |
| 11   | Brandenburg            | 10.452                    | 2.466                       | 12.918                      |
| 12   | Sachsen-Anhalt         | 9.396                     | 1.877                       | 11.273                      |
| 13   | Thüringen              | 8.997                     | 1.838                       | 10.835                      |
| 14   | Mecklenburg-Vorpommern | 6.849                     | 1.346                       | 8.195                       |
| 15   | Saarland               | 4.133                     | 1.059                       | 5.192                       |
| 16   | Bremen                 | 3.810                     | 1.072                       | 4.881                       |
|      | Alle Länder            | 324.517                   | 114.899                     | 439.416                     |

## Bundesländer nach Steuereinnahmen pro Kopf (2021)
Steuereinnahmen der Länder pro Einwohner einschließlich Kommunen.
| Rang | Bundesland             | Gesamteinnahmen pro Kopf in EUR€ |
| ---- | ---------------------- | -------------------------------- |
| 1    | Hamburg                | 7.602                            |
| 2    | Hessen                 | 5.857                            |
| 3    | Bayern                 | 5.562                            |
| 4    | Baden-Württemberg      | 5.346                            |
| 5    | Bremen                 | 6.667                            |
| 6    | Nordrhein-Westfalen    | 5.345                            |
| 7    | Berlin                 | 6.728                            |
| 8    | Schleswig-Holstein     | 5.086                            |
| 9    | Rheinland-Pfalz        | 5.495                            |
| 10   | Niedersachsen          | 4.927                            |
| 11   | Saarland               | 4.762                            |
| 12   | Brandenburg            | 4.761                            |
| 13   | Sachsen                | 4.599                            |
| 14   | Thüringen              | 4.488                            |
| 15   | Mecklenburg-Vorpommern | 4.583                            |
| 16   | Sachsen-Anhalt         | 4.436                            |
|      | Alle Länder            | 5.377                            |